# سید مرتضی خاتمی
سید مرتضی خاتمی (زاده ۱۳۳۲ - بیجار) نمایندهٔ دورهٔ یازدهم از حوزهٔ انتخابیهٔ ماه‌نشان و ایجرود در استان زنجان بود و معاون حقوقی و امور مجلس وزارت بهداشت در دولت چهاردهم است. وی از ۴۱ هزار و ۱۹۱ رأی صحیح مأخوذه، توانست با کسب ۱۷ هزار و ۷۶۳ رأی به عنوان نماینده این حوزه انتخابیه برای دومین دوره متوالی راهی مجلس شود.